# Johann Theile
Johann Theile (Naumburg, 29 luglio 1646 – Naumburg, 24 giugno 1724) è stato un compositore tedesco, dell'epoca barocca, famoso per l'opera Adam und Eva, Der erschaffene, gefallene und aufgerichtete Mensch, eseguita per la prima volta all'Opera di Amburgo il 2 gennaio 1678.

## Biografia
Dopo aver studiato legge a Lipsia e Halle, Theile studiò composizione musicale a Weißenfels. Il suo insegnante fu il celebre Heinrich Schütz, il più importante compositore tedesco del XVII secolo.
Si crede che Theile sia stato uno dei suoi ultimi allievi, ed il più dotato d'ingegno fra loro.  
Tra il 1673 ed il 1675 lui ricoprì l'incarico di Maestro di Cappella del duca Christian Albrecht von Schleswig-Holstein-Gottorf. Alcuni anni più tardi lui divenne Maerstro di Cappella a Wolfenbüttel, dove iniziò un periodo di apprendistato musicale con Johann Rosenmüller che era ritornato permanentemente in Germania dopo avere speso la maggior parte della sua carriera in Italia. Egli operò anche a Naumburg, dove ricoprì la posizione di Maestro di Cappella. Passò poi a Berlino, dove fu insegnante di musica alla corte reale, per poi passare a Lubecca e Stettino, sempre nella veste di docente. Nel 1673 compose la sua Matthäuspassion  a Lubecca.
Nel 1694, Theile tornò nella sua città natale di Naumburg, come consigliere musicale del duca di Zeitz, dove morì nel 1724.
Le composizioni di Theile comprendono i Singspiel (opere popolari tedesche con dialogo parlato), opere, messe, Passioni (oratori sul tema della passione di Cristo), arie, canzonette, sonate e mottetti. La sua opera sacra Adam un Eva fu il primo spettacolo dato per l'inaugurazione dell'Oper am Gänsemarkt di Amburgo (Opera di Amburgo). Egli scrisse anche un certo numero di trattati sulla teoria musicale, particolarmente su contrappunto. Fu anche un grande maestro di pedagogia musicale ed ebbe come allievi compositori poi divenuti famosi come Johann Mattheson. Dietrich Buxtehude fu il suo allievo più celebre, nonostante fosse stato più vecchio di lui e sia scomparso circa un decennio prima.